# Trachyliopus androyensis
Trachyliopus androyensis är en skalbaggsart som beskrevs av Stefan von Breuning 1957. Trachyliopus androyensis ingår i släktet Trachyliopus och familjen långhorningar.
Artens utbredningsområde är Madagaskar. Inga underarter finns listade i Catalogue of Life.